# Асанбаев, Улугбек Пахритдинович
Улугбе́к Пахритди́нович Асанба́ев (каз. Ұлықбек Асанбаев, Ulıqbek Asanbaýev, Ulyqbek Asanbay‘ev, узб. Улуғбек Осонбоев, Ulug‘bek Osonboyev; 13 сентября 1979, Чимкент, Казахская ССР, СССР) — казахстанский футболист узбекского происхождения, полузащитник. Выступал за сборную Казахстана.

## Карьера

### Клубная
Воспитанник шымкентского футбола. Начал заниматься в 8 лет в Шымкенте у тренера Толегена Орымбаева. Дебютировал в чемпионате Казахстана в возрасте 17 лет. Асанбаев выступал тогда за клуб «СКИФ-Ордабасы».
В 1997 году переехал в Узбекистан, подписав контракт со столичным клубом МХСК. Сыграв всего в 4 играх за ташкентцев, стал с командой чемпионом Узбекистана. Через год удачно перешёл в «Дустлик» и в сезоне 1999 года, выступив в 6 матчах, вновь стал чемпионом Узбекистана и с этой командой. В 2000 году счастливчика подписал на год «Пахтакор», мечтавший вернуть чемпионство. Асанбаев отыграл все 38 игр, забил 5 голов, но команда заняла только 7 место. И после 4 сезонов в Узбекистане Улугбек вернулся на родину.
В 2001 сыграл в первом круге за кокшетауский «Есиль» 16 игр и забил 4 гола, но из-за финансовых проблем клуба, который тогда тренировал Виктор Кумыков, 10 августа ушёл в столичный «Женис». И очень удачно перешёл, сыграв 8 матчей, в том сезоне впервые стал чемпионом Казахстана. Также провёл 4 игры на Кубок Казахстана, но в финале команда проиграла «Кайрату» (1-3).
В сезоне 2002 года играл в петропавловском клубе «Есиль-Богатырь».
В 2003 году вернулся в «Женис», но сыграл всего 5 игр в первом круге и перешёл в алматинский «Кайрат», где сразу заявил о себе, забив три гола в 14 играх. В Кубке Казахстана сыграл три игры и выиграл его с командой. В 2004 году «Кайрат-Алматы КТЖ» решили сделать базовым клубом сборной, его тренером стал главный тренер сборной Казахстана россиянин Леонид Пахомов. И Асанбаев вновь стал с командой чемпионом Казахстана в компании таких игроков, как Смаков, Тлехугов, Булешев, Ирисметов. Улугбек провёл 27 игр, забил 3 гола, был признан лучшим правым полузащитником чемпионата. Но 11 ноября проиграли в Таразе в финале Кубка Казахстана местному «Таразу». В следующем сезоне, сыграв 20 матчей (один гол), выиграл бронзу, снова вышел в финал Кубка Казахстана и укрепился в команде.
Тем не менее из-за высокой конкуренции в составе «Кайрат» решил после первого круга сезона-2006 выставить полузащитника на трансфер. Опытного игрока, призванного в сборную страны, сразу пригласил действующий чемпион Казахстана «Актобе» (главный тренер Владимир Муханов). Этот переход снова оказался весьма удачным для Асанбаева. Сыграв всего 7 игр (один гол) он становится в рядах актобинцев вице-чемпионом страны. Последующие три сезона (2007—2009), сыграв 71 матч и забив 6 голов, он трижды подряд становится чемпионом Казахстана в составе «Актобе» вместе с пришедшим из «Кайрата» Саматом Смаковым. В успешном 2008 году выиграл с командой также Кубок и Суперкубок Казахстана. В январе 2009 года забил гол головой в полуфинале Кубка чемпионов Содружества чемпиону Азербайджана бакинскому «Интеру» (1-0), но в финале уступили молдавскому «Шерифу» (1-1 и 4-5 по пенальти).
Тем не менее в январе 2010 года по семейным обстоятельствам Улугбек ушёл в шымкентский клуб «Ордабасы».
Летом 2011 года перешёл в павлодарский «Иртыш». Клуб укреплялся перед играми в Лиге Европы.
В 2012 году объявил о завершении карьеры футболиста. А уже летом того же года был назначен спортивным директором клуба «Шахтёр» из Караганды. 3 января 2015 года написал заявление об уходе по собственному желанию.
В 2015 году помогал в качестве консультанта «Акжайыку», когда уральцев тренировал Талгат Байсуфинов. В 2016—2017 гг. работал в тренерском штабе «Ордабасы».
В январе 2018 года вместе со старым другом Саматом Смаковым возглавили свой бывший клуб «Актобе». Улугбек — в должности спортивного директора.

### В сборной
В сборной Казахстана сыграл 6 игр. Дебют состоялся 5 июля 2006 года в товарищеской встрече со сборной Кыргызстана, которая проходила в Алматы и завершилась победой хозяев (1:0). Главный тренер Арно Пайперс выпустил Улугбека на замену. Но затем голландский специалист привлекал его только в 2008 году в товарищеских матчах и двум играм отборочного турнира ЧМ-2010 с Андоррой и Украиной.

## Достижения
«МХСК» (Ташкент)
- Чемпион Узбекистана: 1997

«Дустлик»
- Чемпион Узбекистана: 1999

«Женис»
- Чемпион Казахстана 2001
- Финалист Кубка Казахстана 2001

«Кайрат»
- Чемпион Казахстана: 2004
- Бронзовый призёр: 2005
- Обладатель Кубка Казахстана: 2003
- Финалист Кубка Казахстана (2): 2004, 2005

«Актобе»
- Чемпион Казахстана (3): 2007, 2008, 2009
- Обладатель Кубка Казахстана: 2008
- Обладатель Суперкубка Казахстана: 2008
- Финалист Кубка чемпионов Содружества: 2009
- Финалист Кубка чемпионов Содружества: 2010